# Tournoi de clôture du championnat du Paraguay de football 2021
Navigation
Tournoi précédent Tournoi suivant
Le tournoi de clôture de la saison 2021 du Championnat du Paraguay de football est le deuxième tournoi semestriel de la cent-vingt-cinquième saison du championnat de première division au Paraguay. La saison est scindée en deux tournois saisonniers qui délivrent chacun un titre de champion. Les dix clubs participants sont réunis au sein d'une poule unique où ils affrontent leurs adversaires deux fois. À l’issue de la saison, un classement cumulé des trois dernières années permet de déterminer le club relégué en deuxième division et le club qui dispute les barrages de maintien.

## Déroulement de la saison
À cause de la pandémie de Covid-19 et les perturbations subies la saison passée, il n'y a pas eu de promotions mais deux clubs ont été relégués, ce qui porte le nombre de participants cette saison à 10 équipes.

## Qualifications continentales
Le vainqueur du tournoi de clôture est qualifié pour la Copa Libertadores 2022 avec le vainqueur du tournoi d'ouverture, deux autres places sont attribuées aux deux clubs les mieux classés dans le classement cumulé pour la phase de qualification. Les deux meilleurs clubs ne pouvant se qualifier pour la Copa Libertadores joueront la Copa Sudamericana 2022.

## Les clubs participants
- Club Olimpia
- Cerro Porteño
- Club Libertad
- Club Guaraní
- Club Sportivo Luqueño
- Club River Plate
- 12 de Octubre FC
- Club Sol de América
- Club Nacional
- Guaireña Fútbol Club

## Compétition
Le barème utilisé pour établir le classement est le suivant :
- Victoire : 3 points
- Match nul : 1 point
- Défaite : 0 point

### Classement
| Rang | Équipe                | Pts | J  | G  | N | P  | Bp | Bc | Diff |
| ---- | --------------------- | --- | -- | -- | - | -- | -- | -- | ---- |
| 1    | Cerro Porteño         | 38  | 18 | 11 | 5 | 2  | 27 | 8  | +19  |
| 2    | Club Guaraní          | 36  | 18 | 10 | 6 | 2  | 39 | 19 | +20  |
| 3    | Club Sol de América   | 28  | 18 | 8  | 4 | 6  | 22 | 22 | 0    |
| 4    | Club Libertad T       | 27  | 18 | 7  | 6 | 5  | 32 | 21 | +11  |
| 5    | 12 de Octubre FC      | 21  | 18 | 5  | 6 | 7  | 18 | 22 | -4   |
| 6    | Club Sportivo Luqueño | 21  | 18 | 5  | 6 | 7  | 16 | 27 | -11  |
| 7    | Club Nacional         | 20  | 18 | 4  | 8 | 6  | 17 | 25 | -8   |
| 8    | Club Olimpia          | 18  | 18 | 6  | 0 | 12 | 24 | 29 | -5   |
| 9    | Guaireña Fútbol Club  | 18  | 18 | 4  | 6 | 8  | 12 | 21 | -9   |
| 10   | Club River Plate      | 17  | 18 | 4  | 5 | 9  | 17 | 31 | -14  |

|  | Qualification pour la Copa Libertadores 2022.        |
|  | T : Tenant du titre P : Promu de División Intermedia |

- Le Club Libertad étant vainqueur du tournoi d'ouverture est assuré de participer à la Copa Libertadores 2022.
- Club Olimpia en tant que vainqueur de la Coupe du Paraguay 2021 est assuré de participer à la Copa Sudamericana, si le club se qualifie également par le biais du championnat, le finaliste, Club Sol de América, est également qualifié pour cette compétition.

## Classement cumulé
| Rang | Équipe                | Pts | J  | G  | N  | P  | Bp | Bc | Diff |
| ---- | --------------------- | --- | -- | -- | -- | -- | -- | -- | ---- |
| 1    | Cerro Porteño         | 66  | 36 | 19 | 9  | 8  | 52 | 31 | +21  |
| 2    | Club Libertad T       | 65  | 36 | 19 | 8  | 9  | 68 | 36 | +32  |
| 3    | Club Guaraní          | 61  | 36 | 17 | 10 | 9  | 63 | 46 | +17  |
| 4    | Club Olimpia          | 51  | 36 | 16 | 3  | 17 | 56 | 52 | +4   |
| 5    | Club Nacional         | 50  | 36 | 12 | 14 | 10 | 41 | 44 | -3   |
| 6    | Guaireña Fútbol Club  | 44  | 36 | 10 | 14 | 12 | 32 | 34 | -2   |
| 7    | 12 de Octubre FC      | 43  | 36 | 10 | 13 | 13 | 38 | 45 | -7   |
| 8    | Club Sol de América   | 42  | 36 | 11 | 9  | 16 | 40 | 50 | -10  |
| 9    | Club Sportivo Luqueño | 39  | 36 | 10 | 9  | 17 | 36 | 57 | -21  |
| 10   | Club River Plate      | 29  | 36 | 6  | 11 | 19 | 28 | 61 | -33  |

|  | Qualification pour la Copa Libertadores 2022.                              |
|  | Qualification pour la phase de qualification de la Copa Libertadores 2022. |
|  | Qualification pour la Copa Sudamericana 2022.                              |
|  | Qualification pour les barrages.                                           |
|  | Relégation directe en deuxième division.                                   |
|  | T : Tenant du titre P : Promu de División Intermedia                       |

- Club Sol de América qualifié en tant que finaliste de la Coupe du Paraguay.
- La quatrième place en Copa Sudamericana 2022 est attribué au champion de deuxième division, Club General Caballero.

## Barrage de maintien/promotion
Le neuvième du classement cumulé rencontre le quatrième de deuxième division pour tenter de se maintenir.
| Équipe 1                    | Résultat | Équipe 2                   | Aller | Retour |
| --------------------------- | -------- | -------------------------- | ----- | ------ |
| Club Sportivo Ameliano (D2) | 4 - 3    | Club Sportivo Luqueño (D1) | 3-2   | 1-1    |

- Club Sportivo Ameliano est promu en première division en compagnie de Club General Caballero, Resistencia Sport Club et Tacuary FC.